# Cytisus grandiflorus
Cytisus grandiflorus, também conhecida como giesteira-das-sebes, é uma espécie de planta com flor pertencente à família Fabaceae. A autoridade científica da espécie é (Brot.) DC., tendo sido publicada em Prodromus Systematis Naturalis Regni Vegetabilis 2: 154. 1825.

## Portugal
Trata-se de uma espécie presente no território português, nomeadamente os seguintes táxones infraespecíficos:
- Cytisus grandiflorus subsp. cabezudoi - presente em Portugal Continental. Em termos de naturalidade é endémica da Península Ibérica. Não se encontra protegida por legislação portuguesa ou da Comunidade Europeia.
- Cytisus grandiflorus subsp. grandiflorus - presente em Portugal Continental. Em termos de naturalidade é nativa da região atrás referida. Não se encontra protegida por legislação portuguesa ou da Comunidade Europeia.